# Lublica
Lublica – wieś w Polsce położona w województwie podkarpackim, w powiecie jasielskim, w gminie Kołaczyce.
| SIMC    | Nazwa           | Rodzaj    |
| ------- | --------------- | --------- |
| 0354034 | Czarna          | część wsi |
| 0354040 | Rzeki Lublickie | część wsi |

W latach 1975–1998 miejscowość administracyjnie należała do województwa krośnieńskiego.
Miejscowość jest siedzibą parafii Matki Bożej Częstochowskiej, należącej do dekanatu Brzostek, diecezji rzeszowskiej.

## Geografia
Od wschodu wieś sąsiaduje z Sieklówką, od zachodu z Bieździadką, od północy z Gogołowem, od południa z Warzycami.
Przez miejscowość przebiega droga powiatowa Kołaczyce-Lubla oraz potok Lublica zwany także Lublą bądź Lubią, wpływający do rzeki Wisłok.
Wieś jest otoczona dwoma pasmami leśnymi od strony północnej i południowej.
W północnej części wioski za przysiółkiem Rzeki Lublickie wznosi się zalesiona góra zwana Narożnik (455 m n.p.m.), na której szczycie znajduje się grób żołnierza Mariana spod Tarnowa, partyzanta poległego 30 października 1916 (żył 36 lat).
W południowej części wioski na pograniczu Lublicy i Warzyc znajduje się źródło wody mineralnej (z żelazem i naturalnym dwutlenkiem węgla) posiadającej właściwości lecznicze. Źródło wypływa ze zbocza góry Mezelom (Mazendol) znajdującej się blisko Babiej Góry (387 m n.p.m.), największego szczytu pasma zwanego Garbem Warzyckim, a jednocześnie stanowiącego południową granicę wsi. Wzgórzami tymi przebiega międzygminny szlak turystyczny, biegnący z Przybówki do Święcan (ORINOCO). Wartym odnotowania jest także fakt reaktywacji niebieskiego szlaku turystycznego obejmującego atrakcje Garbu Warzyckiego.

## Historia
Do dziś nie wiadomo ile jest prawdy w legendzie o przebywającym w okolicach wsi królu Łokietku i podkowie znalezionej pod jednym z dębów. Sama wieś powstała dopiero w XV wieku. Wcześniej stanowiła, wraz z obecną Lublą, jedną całość /Lubia/.
Obszar parafii Bieździedza, wedle danych z 1347 roku w skład której wchodziła wieś, wynosił 30 km2 i miał 45 mieszkańców. Majątek dziedziczny trzech braci rycerzy, był dzielony w ten sposób, że duży obszar, nazywany w dokumencie lokacyjnym „Nowa Bieździedza”, przyznano braciom w częściach. Z ówczesnej Bieździedzy wydzielono teren, który nazwano „Bieździadka” i przyznano go drugiemu z braci, trzeci zaś otrzymał osady: Sowina i Lublica wraz z późniejszą Sieklówką. W ten sposób przestała istnieć „Stara Bieździedza”, którą podzielono na trzy małe wsie. Dopiero założenie wsi Sieklówka przez osadnika Sieklucha spowodowało rozłączenie się od swej wsi macierzystej.
Wieś w roku 1480 przeszła na własność Weroniki ż. Stanisława Żarnowieckiego. W tym roku jest odnotowany zapis dotyczący właścicieli Jodłownika: "Anna c. Więcława z Jodłownika, ż. Jana Zimnowodzkiego (Symnowodszky) zeznała, że Stanisław Żarnowiecki zaspokoił pretensje do dóbr macierzystych we wsi Bieździedza i Lublica'" W 2. połowie XIX wieku właścicielem dóbr był Stanisław Romer.
Początek XX wieku to fala emigracji zarobkowej do USA, związana z tzw. biedą galicyjską.
Najpopularniejsze nazwisko we wsi, które zachowało się zresztą do dziś to Ochałek, występuje ono też w dokumentach amerykańskich.
Rok 1938 przyniósł wsi potężne gradobicie, które zniszczyło 95% zbiorów (źródło gazeta: Głos Narodu z 4.08.1938)
Wieś została w czasie II wojny światowej przesiedlona, zaś żydowska rodzina Chaberow rozstrzelana w Kołaczycach.

## Etymologianazwy wsi
Nazwa wsi pochodzi od imienia męskiego Lubla, w jego skróconej, zdrobniałej postaci. Zdrobnienie dotyczyć miało dwuczłonowego imienia staropolskiego typu Lubomir, Lubosław czy Lubowid. Także w języku czeskim występuje imię Lubla.
Istnieją miejscowości, w których widoczny jest pień lubl- np.: Lublin, Lubliniec, Lublinek, Lublinów.
Językoznawcy odrzucają pochodzenie nazwy wsi od czasownika „lubić” – rosyjskiego ljublju (ros. люблю).

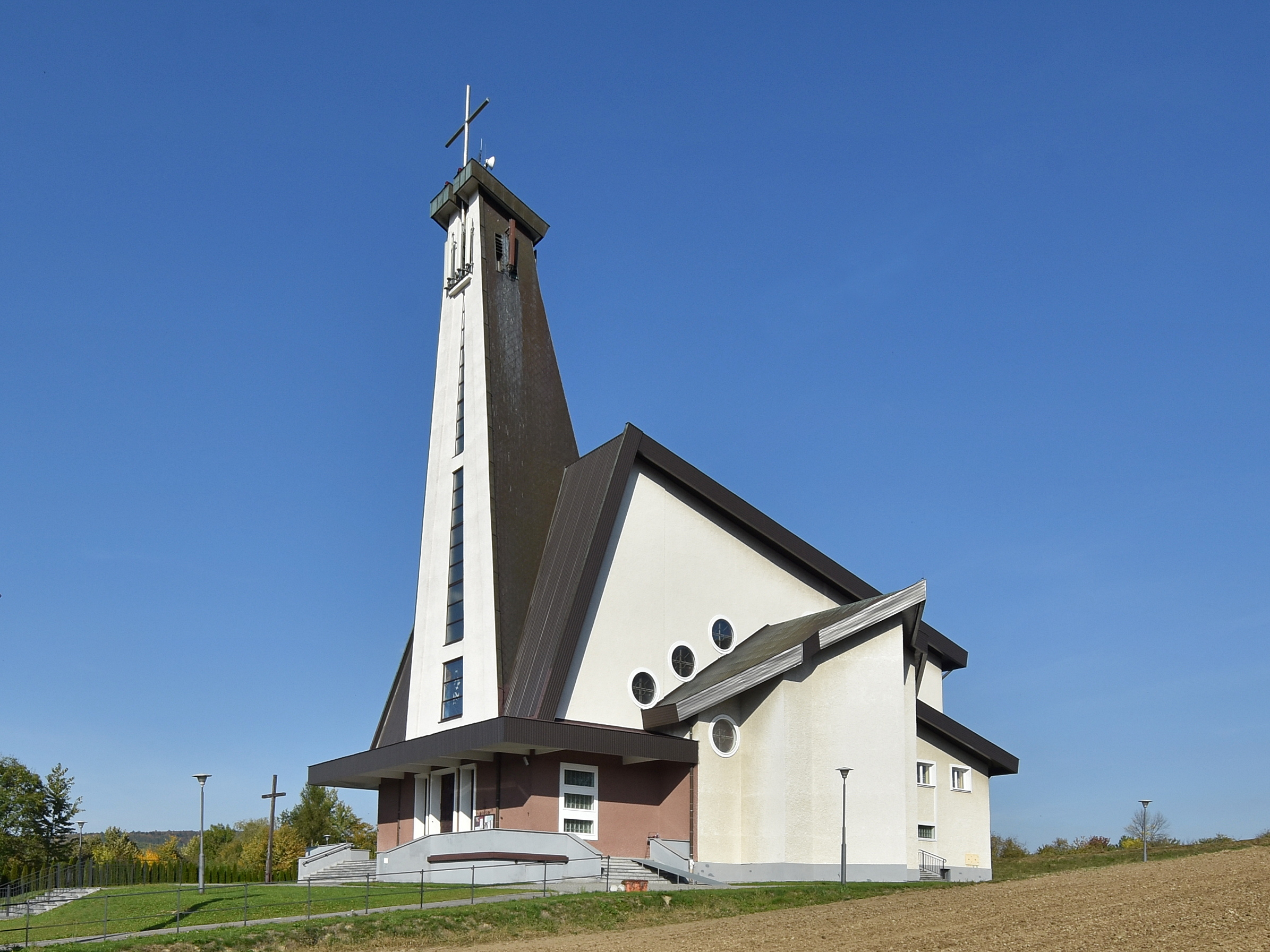
Kościół parafialny

## Zabytki
- Pozostałość po parku dworskim należącym do Marii Dąbrowskiej z licznymi starymi akacjami (te zostały wycięte już podczas remontu drogi), grabami oraz kilkoma dębami. Park szybko niszczeje poprzez rabunkową wycinkę drzew - aleje klonowe oraz grabowe zostały wycięte, sam budynek dworski został rozebrany a na jego miejscu stoi Klub Wiejski oraz Remiza OSP.
- Pozostałości kamieniołomów piaskowca w lesie o nazwie Skały.
- Murowana kapliczka wybudowana w roku 1912. Znajduje się po prawej stronie drogi prowadzącej do Kołaczyc.